# Register der volkseigenen Wirtschaft
Das Register der volkseigenen Wirtschaft war in der DDR ein gesetzliches Verzeichnis zur Registrierung von volkseigenen Betrieben, ähnlich einem Handelsregister. Dieses Register wurde bei den zuständigen Bezirksvertragsgerichten geführt, das heißt, die Betriebe waren in dem Bezirk einzutragen, in dessen Territorium sie ihren Sitz hatten. Es bestand die gesetzliche Pflicht zur Registrierung.

## Registrierte Wirtschaftssubjekte
Im Bereich der Volkswirtschaft waren zu registrieren:
- Volkseigene Betriebe (VEB),
- Kombinate (VEK),
- Kombinatsbetriebe,
- Zwischenbetriebliche Einrichtungen (ZBE),
- Vereinigungen Volkseigener Betriebe (VVB)
- und andere juristisch selbständige Wirtschaftseinheiten

## Registrierung
Der Antrag zur Registrierung erfolgte durch den Leiter, den Direktor bzw. Fachdirektor des Betriebs oder Kombinats beim Bezirksvertragsgericht. Bei einem Kombinat hatte dieses beim Bezirksvertragsgericht sein Statut zu hinterlegen. Das Gleiche galt bei Statutenänderungen. Bei der Bildung eines Kombinats war weiterhin einzutragen, von welchen Betrieben das Kombinat noch ausstehende Forderungen und Verbindlichkeiten zu übernehmen hatte. In das Register wurden eingetragen:
- der Name des Betriebs (bei VVB einschließlich der Betriebsnummer)
- der Sitz des Betriebs
- das unmittelbar übergeordnete Organ (bei den Kombinatsbetrieben die Zugehörigkeit zum Kombinat)
- das zuständige zentrale oder örtliche Staatsorgan (z. B. wirtschaftsleitendes Organ), zu dessen Leitungsbereich der Betrieb (Kombinat) gehörte
- sämtliche kraft Gesetzes zur Vertretung des Betriebes Befugten und zum Erlöschen die entsprechende Vertretungsbefugnis, wobei die Personen Vor- und Zunamen und ihre Funktion anzugeben hatten (bei VVB die Beendigung der Rechtsfähigkeit sowie die Rechtsnachfolge oder die Eröffnung des Abwicklungsverfahrens)

Bestimmte Anträge bedurften der schriftlichen Bestätigung durch den Leiter des dem Betrieb übergeordneten Organs. Für Kombinatsbetriebe erfolgte die schriftliche Bestätigung grundsätzlich durch den Kombinatsdirektor. Lediglich bei Eintragungen über die Bildung neuer Betriebe des Kombinats sowie über die Zusammenlegung von Betrieben im Kombinat war unter der Beachtung der gesetzlichen Bestimmung die schriftliche Bestätigung der eintragungspflichtigen Tatsachen durch den Leiter des dem Kombinat übergeordneten Organs notwendig.

## Einsichtnahme
Auf entsprechendes Ersuchen war das Register bevollmächtigten Vertretern der staatlichen und wirtschaftsleitenden Organe sowie den Beauftragten der volkseigenen Kreditinstitute zur Einsichtnahme vorzulegen.
Durch diese Eintragung wurde allerdings die Vertretungsbefugnis objektiv begründet oder aufgehoben. Die Registereintragung berechtigte jedoch Dritte, die für bestimmte Handlungen auf diesen Nachweis der Vertretungsbefugnis bestehen mussten (wie bei den Kaufverträgen über Grundstücke, bei Warenzeichenanmeldungen, bei Auslandspatentanmeldungen) anzunehmen, dass allein die Eintragung den Tatsachen entsprach.
Der entsprechende Eintragungsantrag musste unverzüglich nach Eintritt oder Änderung der eintragungspflichtigen Tatsachen erfolgen. Die Registereintragungen war nicht der Öffentlichkeit zugänglich. Nur wer die entsprechende Befugnis besaß oder ein berechtigtes Interesse nachwies, konnte entsprechend den gesetzlichen Rechtsvorschriften in das Register einsehen. Die erfolgten Eintragungen galten als Beweis gegenüber allen in- und ausländischen Ämtern, Gerichten u. a. über die diesbezüglichen Tatsachen.
Eine Abschrift oder ein Auszug der Eintragung konnte als schriftlicher Beweis in beglaubigter Form angefertigt werden. Lag aber die Kenntnis vor, dass bestimmte Tatsachen einer Registereintragung nicht mehr gegeben waren, so konnte man sich auch nicht mehr darauf berufen.

## Nach dem Ende der DDR
Nach der Wende wurden alle im Register der volkseigenen Wirtschaft eingetragenen Unternehmen in Kapitalgesellschaften umgewandelt. Rechtsgrundlage war § 11, Satz 1 in Verbindung mit § 1 Absatz 4 Treuhandgesetz. In § 15 des Gesetzes wurde geregelt, die Kapitalgesellschaften sollten von Amts wegen unter Bezugnahme auf dieses Gesetz in das Handelsregister eingetragen werden. Damit hatte das Register der volkseigenen Wirtschaft seine Erledigung gefunden.

## Rechtsvorschriften
- VO über die Führung des Registers der volkseigenen Wirtschaft – Register.VO – vom 17. September 1970 (GBl II 1970 S. 573)
- VO über die Führung des Registers der volkseigenen Wirtschaft vom 10. April 1980 (GBl I 1980 Nr. 14 S. 115)
- VO über das Verfahren der Gründung und Zusammenlegung von volkseigenen Betrieben vom 16. Oktober 1968
- Autorenkollektiv unter der Leitung von Prof. Dr. Günther Klinger, Kommentar zur VO über die Aufgaben, Rechte und Pflichten der volkseigenen Betriebe, Kombinate und VVB vom 28. März 1973 (GBl. I Nr. 15 S. 129) in der Fassung der Verordnung zur Änderung der VO über die Aufgaben, Rechte und Pflichten der volkseigenen Betriebe, Kombinate und VVB vom 27. August 1973 (GBl. I 1973 Nr. 39 S. 405), Staatsverlag der DDR, Berlin 1975